# Abies guatemalensis
L'abete del Guatemala (Abies guatemalensis Rehder, 1939) è una pianta della famiglia delle Pinaceae endemica delle zone montane del Messico e dell'America Centrale.

## Etimologia
Il nome generico Abies, utilizzato già dai latini, potrebbe, secondo un'interpretazione etimologica, derivare dalla parola greca ἄβιος = longevo. Il nome specifico guatemalensis fa riferimento al Guatemala, paese ove venne per la prima volta descritto.

## Descrizione
È una conifera di taglia medio-grande che raggiunge altezze di 45 m e il cui tronco può avere sino a 1 m di diametro. La corteccia, grigio-nera, è divisa in placche. I rami principali dipartono dal tronco ad angolo retto, orizzontalmente; i ramoscelli secondari sono pubescenti, rosso-marroni. Le gemme, resinose, sono di forma rotondeggiante-ovoidale, lunghe 5 mm.
Le foglie sono aghiformi, arrangiate a spirale, più o meno pettinate, di colore verde scuro superiormente, chiare inferiormente, lunghe fino a 5,5 cm, con apice emarginato o dentellato.
Gli strobili femminili, di color marrone-giallastro, sono cilindrici-oblunghi, lunghi fino a 12 cm e larghi fino a 4,5 cm, con corto peduncolo o sessili; le scaglie sono oblunghe, più larghe che lunghe. Le brattee sono cuneate-ovoidali, nascoste. I semi, cuneati, di colore marrone chiaro, sono lunghi fino a 9 mm, con ala di 15 mm.

## Distribuzione e habitat
Specie endemica dell'El Salvador, Guatemala, Honduras e Messico; frequenta i pendii montani rivolti a settentrione con clima oceanico fresco e umido
(precipitazioni annue superiori a 1.000 mm), a quote comprese tra i 1.800 e i 4.000 m. I boschi puri sono rari, prediligendo le formazioni miste con Abies religiosa, Cupressus lusitanica, Pinus ayacahuite, Pinus hartwegii, Pinus michoacana, Pinus montezumae e Pinus pseudostrobus alle alte quote. Alle basse quote si rinviene in associazione con specie dei generi Quercus, Juniperus e Arbutus. Tra le specie arbustive dominanti si annoverano Arbutus xalapensis, Baccharis vaccinioides, Cestrum guatemalense, Litsea glaucescens, Rubus trilobus, Salvia cinnabarina e Sambucus mexicana.

## Tassonomia

### Sinonimi
Parecchie sottospecie o varietà classificate nel passato, attualmente sono considerate dei sinonimi:
- Abies guatemalensis subsp. ixtepejiensis (Silba) Silba
- Abies guatemalensis var. ixtepejiensis Silba
- Abies guatemalensis subsp. longibracteata (Debreczy & I.Rácz) Silba
- Abies guatemalensisvar. longibracteata Debreczy & I.Rácz
- Abies guatemalensis subsp. rushforthii (Silba) Silba
- Abies guatemalensis var. rushforthii (Silba) Silba
- Abies guatemalensis subsp. tamaulipasensis (Silba) Silba
- Abies guatemalensis var. tamaulipasensis Silba
- Abies guatemalensis subsp. zapotekensis (Debreczy, I.Rácz & G.Ramirez) Silba
- Abies tacanensis Lundell
- Abies zapotekensis Debreczy, I.Rácz & G.Ramirez

## Usi
I luoghi poco accessibili dove vegeta, rendono questa specie poco utilizzata e limitatamente in carpenteria e falegnameria. In Guatemala caratteristico è il commercio di rametti di abete del Guatemala per confezionare alberi di Natale parzialmente naturali.

## Conservazione
Nonostante un areale molto esteso, l'elevata frammentazione dello stesso e la limitata area di occupazione della specie (circa 270 km²) testimoniano il degrado progressivo e l'eccessivo sfruttamento delle foreste montane dell'America Centrale e del Messico; si stima che nell'arco dell'ultimo secolo vi sia stata una riduzione del 50 % della popolazione di questa specie, il cui sfruttamento è particolarmente marcato in Guatemala. Politiche di protezione e salvaguardia sono state implementate, tuttavia l'elevata pressione antropica costituisce una minaccia per la quale l'abete del Guatemala è inserito tra le specie in pericolo di estinzione nella Lista rossa IUCN.